# Kedung Bogo
Kedung Bogo is een bestuurslaag in het regentschap Jombang van de provincie Oost-Java, Indonesië. Kedung Bogo telt 2107 inwoners (volkstelling 2010).